# Saint-Sulpice-les-Feuilles
Saint-Sulpice-les-Feuilles este o comună în departamentul Haute-Vienne din centrul Franței. În 2009 avea o populație de 1.224 de locuitori.

## Evoluția populației
| An        | 1975  | 1982  | 1990  | 1999  | 2006  | 2009  |
| --------- | ----- | ----- | ----- | ----- | ----- | ----- |
| Populație | 1.410 | 1.434 | 1.422 | 1.272 | 1.246 | 1.224 |